# Máquina de rotores

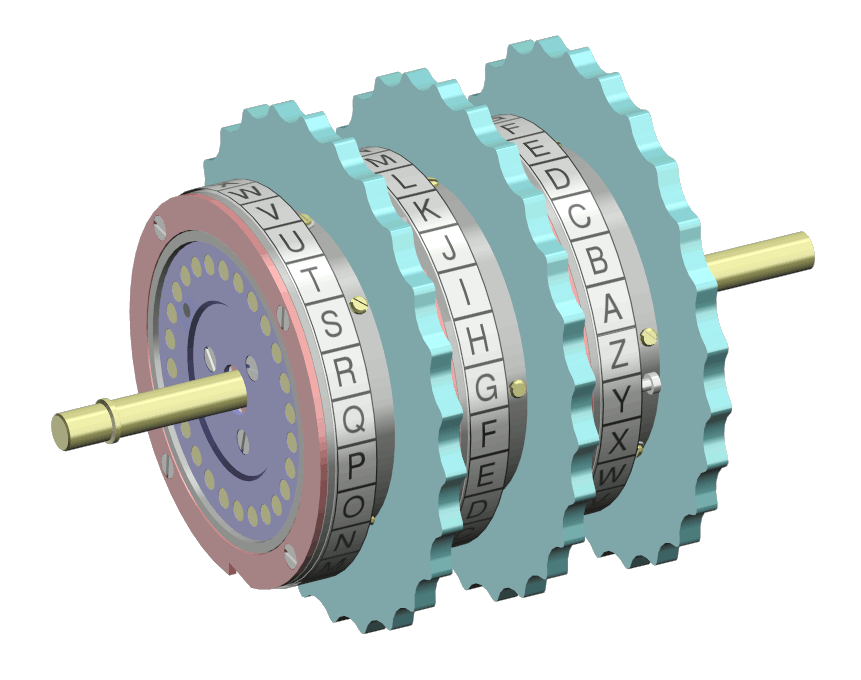
Tres rotores de una máquina Enigma, usada por Alemania durante la Segunda Guerra Mundial

En criptografía, una máquina de rotores es un dispositivo electromagnético cifrador de flujo que se usa para cifrar y descifrar mensajes secretos. Las máquinas de rotores eran lo último en criptografía en un prominente periodo de la historia; su uso se extendió en los años 20–70. El ejemplo más famoso es la máquina de cifrado alemana Enigma, cuyos mensajes fueron descifrados por los aliados durante la Segunda Guerra Mundial, produciendo un código de inteligencia llamado ULTRA.
El elemento principal es un juego de rotores, también llamados ruedas o tambores, que son discos rotatorios con una formación de contactos eléctricos en cada lado. El cableado entre los contactos usaba un sustitución de letras, reemplazándolas de una manera compleja. Por sí mismo, esto ofrecería una pequeña seguridad; sin embargo, después de encriptar cada letra, los rotores avanzaban posiciones, cambiando la sustitución. Esto significa que una máquina de rotores produce un complejo cifrado de sustitución polialfabética, que cambia con cada tecla pulsada.

## Descubrimiento
Si se parte de las nuevas tecnologías que surgieron a principios del siglo XX, como la máquina de escribir y el teletipo (también TTY o télex), varios inventores desarrollaron de forma independiente y simultáneamente, la idea de encriptar textos a base de un mecanismo con rotores. Los primeros fueron dos oficiales navales holandeses: Theo van Hengel y Rudolf Spengler en Batavia (entonces capital de las Indias Holandesas; en la actualidad Yakarta) en el año 1915. Sin embargo, no se les permitió solicitar una patente para su invento. El siguiente en intentarlo, fue el estadounidense Edward Hugh Hebern en 1917 (solicitud de patente en 1921). A éste, le siguió en el año 1918 el alemán Arthur Scherbius y, por último, en 1919, el holandés Hugo Alexander Koch y el sueco Arvid Gerhard Damm. Todos ellos solicitaron patentar sus ideas e investigaciones sobre las máquinas de rotores.
Una de las primeras máquinas de rotores que se construyeron, fue la Electric Code Machine del inventor estadounidense Hebern en 1917;  tenía un solo rotor. Ya en 1918 existían los primeros prototipos, llamados "Probemaschinen", de la máquina alemana que más tarde se haría famosa como Enigma. La primera versión contaba con dos rodillos, aunque conceptualmente se preveía una ampliación a 7, 10 o 12 rodillos, pero nunca se llevó a cabo. Otras máquinas de cifrado de rotor muy conocidas son: la británica TypeX (También conocida como Type-X, con cinco rotores), la soviética Fialka (La Veilchen alemana con diez rotores), la suiza NEMA (con diez rotores) y la estadounidense SIGABA (15 rotores). La Fialka se utilizó en el Pacto de Varsovia hasta su colapso (1991), para la transmisión de mensajes entre los ejércitos de los estados participantes.

## Base

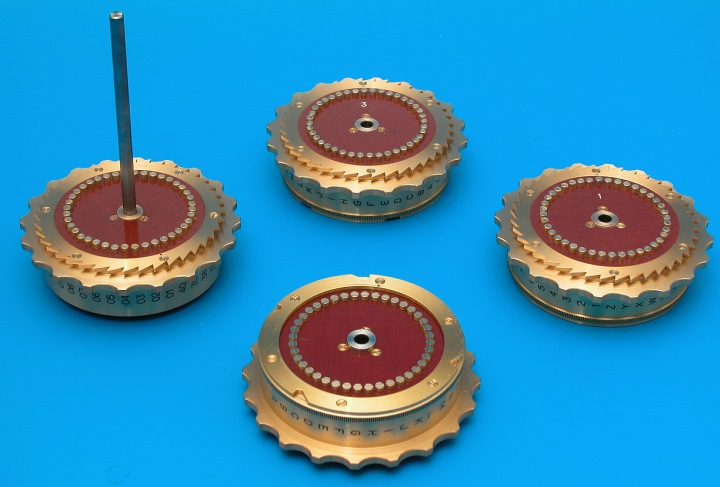
Máquina de rotor inspirada en Enigma de Tatjana van Vark, construida en 2002. Los rotores de esta máquina contienen 40 contactos, en comparación con los 26 de la Enigma original.

En la criptografía clásica, uno de los métodos más antiguos de encriptación era el del cifrado de sustitución, en el que las letras en un mensaje eran reemplazadas sistemáticamente usando algún patrón secreto. Los cifrados de sustitución monoalfabética usaban solo un esquema simple – a veces, un alfabeto; esto podía ser fácilmente descifrable, por ejemplo, usando el análisis de frecuencia. Algo más seguros eran los esquemas que implementaban varios alfabetos, llamados cifrados polialfabéticos. Debido a que algunos esquemas eran hechos a mano, solo un puñado de alfabetos podían ser usados; algo más complejo no sería práctico. Sin embargo, usando pocos alfabetos deja al cifrado vulnerable al ataque. El inventor de las máquinas de rotores mecanizó el cifrado polialfabético, abasteciendo de una manera práctica para usarlo con un número mucho mayor de alfabetos.